# Liste des commanderies templières en Vallée d'Aoste
Cette liste recense les anciennes commanderies et maisons de l'Ordre du Temple dans la Vallée d'Aoste, région d'Italie.

## Histoire et faits marquants
La présence des templiers en Vallée d'Aoste n'est pas formellement attestée et les quelques biens qui leur auraient appartenu tiennent souvent de la tradition orale. Cependant, quelques historiens médiévistes spécialistes de cet ordre militaire pensent qu'ils étaient forcement présents dans la ville d'Aoste, mais sans pour autant confirmer l'endroit exact. Ceux de langue italienne insistent sur l'importance de la via Francigena, dont un des itinéraires passait par cette ville pour rejoindre ensuite le Piémont via les villes d'Ivrée et de Verceil, puis Plaisance en Émilie-Romagne. Les templiers avaient établi une maison du Temple dans chacune de ces villes,,.
Aucune publication récente ne traite spécifiquement des templiers en Vallée d'Aoste et il faut plutôt s'orienter vers des ouvrages de la fin du XIXe siècle et du début du XXe siècle pour trouver quelques informations à leur sujet.
Leur présence à proximité de Châtillon, à l'emplacement du bourg disparu « des Rives », apparaît comme très vraisemblable si on se réfère à l'ouvrage de Joseph-Auguste Duc sur l'église d'Aoste. Mais il semble que le bourg et son château étaient déjà abandonnés en 1242. Il semble également que le prieuré de Saint-Hélène (Sarre) leur appartenait si on suit le même auteur et cette hypothèse était également retenue par l'historien Jean-Baptiste de Tillier au XVIIIe siècle
Il convient de préciser que d'autres auteurs pensent que les templiers n'étaient tout simplement pas présents en Vallée d'Aoste.

## Possessions templières
* château ⇒ CH, baillie (Commanderie principale) ⇒ B, Commanderie ⇒ C, Fief ⇒ F, Hospice ⇒ H,
 Maison du Temple aux ordres d'un précepteur ⇒ M,  = Église (rang inconnu)
| Rang  | Etablissement | Ville actuelle (ou à proximité)     | Commentaires | Début présence templière |
| ----- | ------------- | ----------------------------------- | --- | ------------------------ |
| ?     | Aoste         | Aoste                               | Il pourrait s'agir du prieuré de Saint-Bégnine, cf. possessions douteuses , | XIIe siècle              |
| H (?) | Les Rives     | Châtillon, lieu-dit « Saint-Clair » | À proximité du château des Rives (« Castrum Beatae Mariae » détruit en 1242). Chapelle dédiée à Saint-Clair en 1663 qui a été reconstruite en 1878 45° 44′ 32″ N, 7° 37′ 14″ E | ?                        |
| M     | Sainte-Hélène | Sarre, hameau « Sainte-Hélène »     | Prieuré dont la tradition veut qu'il ait appartenu aux bénédictins puis aux templiers                                                                                          | ?                        |

| Localisation en Vallée d'Aoste (Liens vers les articles correspondants) |
| ----------------------------------------------------------------------- |
| \| Piémont Suisse Rhône Alpes Aoste Les Rives Sainte-Hélène \|          |
| Piémont Suisse Rhône Alpes Aoste Les Rives Sainte-Hélène                |

### Possessions douteuses ou à confirmer
Ci-dessous une liste de biens pour lesquels l'appartenance aux templiers n'est pas étayée par des preuves historiques:
- Église Saint-Léger d'« Aimaville », commune d'Aymavilles[N 4],[11],[12]
- Prieuré Saint-Bégnine d'Aoste[12]. Aurait été dévolu en 1311 à l'hospice de Mont-Joux à la suite de la dissolution de l'ordre du Temple lorsque le prévôt de la congrégation du Grand-Saint-Bernard était Jean de Duyn[13]. L'historien du XVIIIe siècle, Jean-Baptiste de Tillier réfutait cette hypothèse dans son ouvrage sur la vallée d'Aoste[14],[N 5].
- Une église et un prieuré à Hône[15]
- Divers biens à La Salle[12].
- Une église et son cimetière à Pont-Saint-Martin[12]. Fulvio Bramato cite l'historienne Bianca Capone comme référence mais on ne trouve plus mention de cette information dans les ouvrages récents de cet auteur.
- Des biens à Villeneuve[12].